# Paulette Brupbacher
Paulette Brupbacher, auch: Paula Gutzeit; Paula Brupbacher-Rajgrodski (* 16. Januar 1880 in Pinsk, Gouvernement Minsk; † 31. Dezember 1967 in Unterendingen (Schweiz)) war eine Schweizer Ärztin und Sexualreformerin.

## Leben
Paula Raygrodski war die Tochter des Privatgelehrten Aron Hirsch Raygrodski und der Frieda Nimcowicz.
Da es für Frauen in Russland nicht möglich war zu studieren, ging sie 1902 mit ihrem Mann Abraham Goutzait in die Schweiz. Mit Goutzait hatte sie zwei Kinder, Gregoire und Bluma Renée. Ab 1903 studierte sie an der Philosophischen Fakultät in Bern und promovierte 1907 mit einer Arbeit über die Bodenreform. Anschliessend studierte sie Medizin in Berlin und nach Kriegsbeginn in Genf, wo sie nebenher an einer Klinik für Drogenabhängige arbeitete. Nach ihrer Scheidung von Gutzeit heiratete sie 1924 den Arzt und Anarchisten Fritz Brupbacher und führte mit ihm die Arztpraxis in der Kasernenstrasse 17 in Aussersihl, dem Arbeiter- und Immigrantenviertel Zürichs. Die Praxis war auch Anlaufstelle für politische Flüchtlinge.

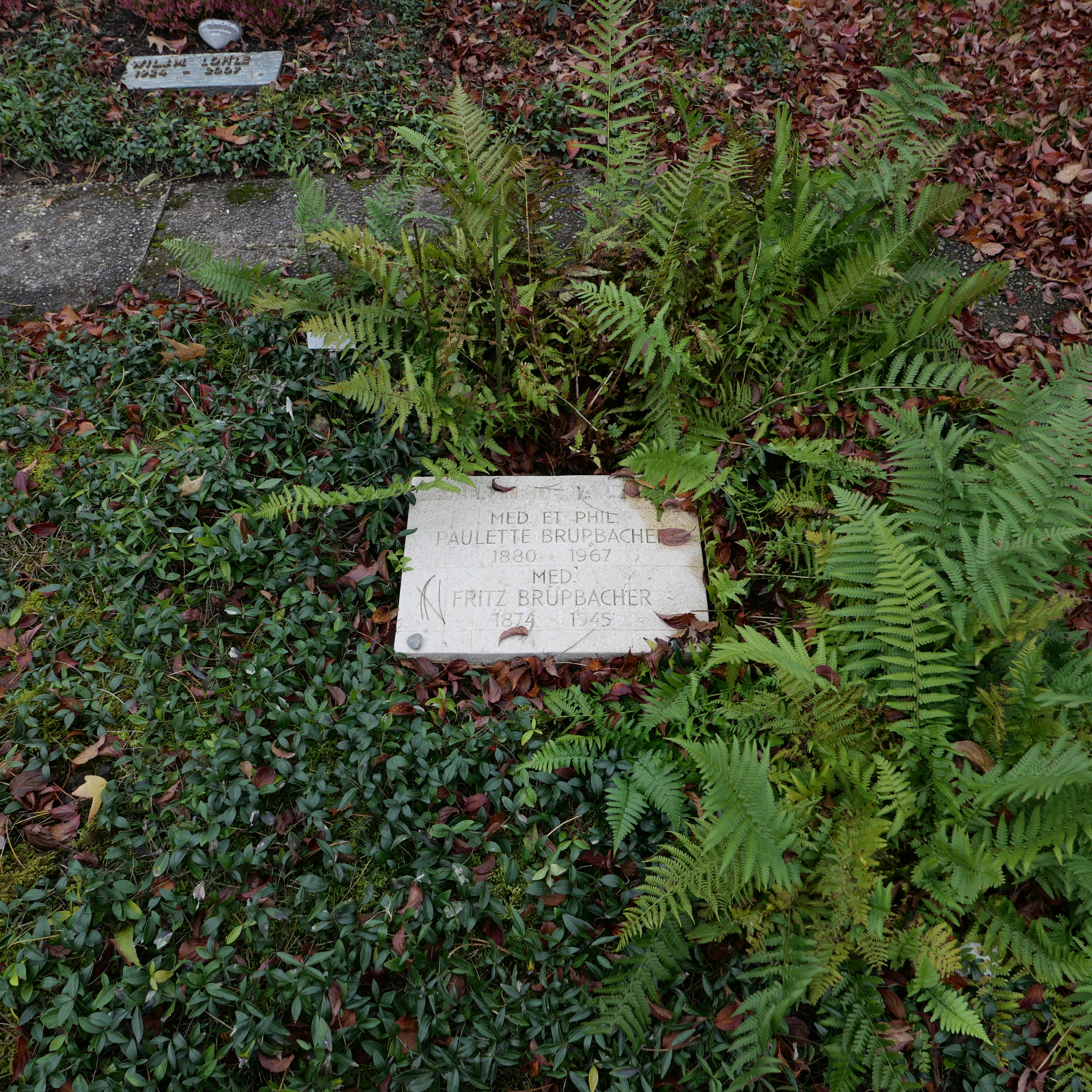
Das Urnengrab von Paulette und Fritz Brupbacher auf dem Friedhof Hönggerberg in Zürich. Der Grabstein trägt die Inschrift: „AERZTE DER ARMEN“

Brupbacher verband ihren Arztberuf ebenso wie Betty Farbstein mit politischem Engagement: dem Einsatz für den freien Zugang zu Verhütungsmitteln, für die Abtreibung, für die Sexualaufklärung, für die Liberalisierung des Eherechts und für die staatliche Unterstützung der Kindererziehung.
Aufgrund ihres energischen Auftretens wurde ihr in den Kantonen Solothurn und Glarus 1935 ein Redeverbot erteilt.
Brupbacher war Mitglied im Zentralkomitee der Internationalen Arbeiterhilfe. Sie war Mitarbeiterin der Zeitschrift Der Weg der Frau und übersetzte 1932 die Schrift Beichte des Anarchisten Michail Alexandrowitsch Bakunin ins Französische.
Nach dem Tod des Mannes führte sie die ärztliche Praxis bis 1952 weiter und ging dann noch für eine Zeit als Aufbauhelferin nach Israel in einen Kibbuz bei Tel Aviv.
Der Brupbacherplatz in Zürich wurde 2009 nach dem Ärztepaar benannt.
Sie fand auf dem Friedhof Hönggerberg ihre letzte Ruhestätte.

## Schriften (Auswahl)
- Paula Gutzeit: Die Bodenreform. Eine dogmengeschichtlich-kritische Studie, Leipzig: Duncker und Humblot, 1907. Inaug.-diss. Bern 1907
- De la dissociation albumino-cytologique du liquide céphalo-rachidien dans le tabes et la paralysie générale,  Genève : Grivet, 1933. Dissertation: Univ. Genf, 1933. Dissertation bei WorldCat
- Der Abort in Russland, Bern 1931. Separatdruck aus Praxis, Schweizerische Rundschau für Medizin, Nr. 48, vom 1. Dezember 1931
- Rationalisierung und Hygiene, Berlin: Zentralkomitee der Internationalen Arbeiterhilfe (Frauenabt.), 1932
- Sexualfrage und Geburtenregelung, Zürich: Jean-Christophe-Verl., 1936
- Paulette Brupbacher (Hg.): Zur Erinnerung an Fritz Brupbacher: 1874 - 1945, Zürich, 1945
- Meine Patientinnen, Zürich: Büchergilde Gutenberg, 1953
- Hygiene für jedermann, Zürich: Büchergilde Gutenberg, 1955
- Paulette Brupbacher, Aussersihl: Kanzlei-Bibliothek, 1988. (Auszüge eigener Texte)

## Zeitschriftenbeiträge (Auswahl)
- »Internationales ärztliches Bulletin«. Zentralorgan der »Internationalen Vereinigung Sozialistischer Ärzte«.
  - Die Prophylaxe in der Sowjetmedizin. I (1934), Heft 9 (September), S. 135–138 Digitalisat